# Tegaserod
El Tegaserod es un fármaco agonista parcial de los receptores de serotonina 5-HT4, desarrollado por Novartis.

## Propiedades
Tegaserod es un estimulante de la motilidad. Su efecto terapéutico se debe a la activación de los receptores 5-HT4 del sistema nervioso en el tracto gastrointestinal. Pertenece a los agonistas de la serotonina.

## Indicaciones
El producto se indica para el tratamiento del dolor y malestar abdominales de la distensión, y la función intestinal alteradas en pacientes con síndrome del intestino irritable (SII o IBS por sus siglas en inglés) cuyos síntomas principales son: dolor, distensión y estreñimiento.

## Efectos adversos
El principal efecto del producto es la Diarrea y raramente diarrea severa. De manera rara se han presentado Rash, Urticaria y Prurito.

## Restricción en su venta
En marzo del 2007 la FDA de común acuerdo con Novartis recomendó detener la comercialización del producto en los Estados Unidos y Canadá, luego de encontrar una diferencia significativa en 29 estudios retrospectivos del riesgo cardiovascular contra los datos del placebo.